# Гамільтон (Джорджія)
Гамільтон (англ. Hamilton) — місто (англ. city) в США, в окрузі Гарріс штату Джорджія. Населення — 1680 осіб (2020).

## Географія
Гамільтон розташований за координатами 32°45′52″ пн. ш. 84°52′34″ зх. д. / 32.76444° пн. ш. 84.87611° зх. д. (32.764515, -84.876039).  За даними Бюро перепису населення США в 2010 році місто мало площу 8,56 км², уся площа — суходіл.

## Демографія
Згідно з переписом 2010 року, у місті мешкало 1016 осіб у 295 домогосподарствах у складі 220 родин. Густота населення становила 119 осіб/км².  Було 337 помешкань (39/км²).
Расовий склад населення:
| - 65,4 % — білих - 32,7 % — чорних або афроамериканців - 0,2 % — азіатів - 0,1 % — корінних американців |

До двох чи більше рас належало 1,4 %. Частка іспаномовних становила 2,4 % від усіх жителів.
За віковим діапазоном населення розподілялося таким чином: 27,2 % — особи молодші 18 років, 66,7 % — особи у віці 18—64 років, 6,1 % — особи у віці 65 років та старші. Медіана віку мешканця становила 32,0 року. На 100 осіб жіночої статі у місті припадало 129,3 чоловіків;  на 100 жінок у віці від 18 років та старших — 141,0 чоловіків також старших 18 років.
Середній дохід на одне домашнє господарство  становив 58 021 долар США (медіана — 40 104), а середній дохід на одну сім'ю — 62 995 доларів (медіана — 43 250). За межею бідності перебувало 20,0 % осіб, у тому числі 37,1 % дітей у віці до 18 років та 12,3 % осіб у віці 65 років та старших.
Цивільне працевлаштоване населення становило 327 осіб. Основні галузі зайнятості: освіта, охорона здоров'я та соціальна допомога — 19,9 %, транспорт — 17,7 %, науковці, спеціалісти, менеджери — 16,5 %.